# Ила (подразделение)
Ила (греч. Ίλη) — основная тактическая единица конницы в войсках государств Древней Греции, включая Македонию.
В других источниках указано что Ила (Ile), рота или эскадрон в войске древних Греков; начальник иларх (ίλάρχης). В македонском войске конница разделялась на 15 ил, к которым присоединялся еще в виде 16 илы почётный царский конвой (άγημα, ίλη βαβιλική) или македонская конная гвардия, царский эскадрон. Термин происходит из фессалийской конницы.

## История
В македонской иле было 200 всадников под командованием иларха (Ίλαρχος), каждому всаднику полагался конюх. Одна из ил конницы гетайров, называвшаяся царской или агемой, состояла из 400 человек, такая же ила двойного состава имелась в фессалийской коннице (ила из Фарсала) — при Гавгамелах она составляла охрану Пармениона . Обычная ила состояла из четырёх тетрархий по 50 человек, один из которых был командиром — тетрархом ( Τέτραρχος ). Две, три или четыре илы объединялись в гиппархию ( Ιππαρχία ) под командованием гиппарха ( Ίππαρχος ). Назывались илы по именам командиров или по названию региона где набирался личный состав .
В начале своего похода на восток Александр имел 26 ил:
- Конница гетайров: восемь ил (1 800 человек, ещё семь остались в Македонии[8]), известны названия семи из них:
  - Царская ила (агема)
  - ила из Боттиеи,
  - ила из Амфиполя,
  - ила из Аполлонии,
  - ила из Анфема,
  - ила из Верхней Македонии,
  - Левгейская ила[9]
- Фессалийская конница: восемь ил (1 800 человек)[10],
- Греческая союзная конница: три илы (600 человек)
  - пелопоннесская и ахейская ила
  - ила из Фтиотиды и Малии
  - ила из Фокеи и Локриды[11]
- Продромы (фракийская лёгкая конница в составе царской армии): четыре илы[12]
- Фракийская конница (отдельно от царской армии): вероятно три — ила пеонов и одриссы, про которых известно, что у них было, предположительно, две илы при Гавгамелах[13]. Согласно Диодору Сицилийскому, продромы и ила пеонов при пересечении Геллеспонта имели в своём составе 900 человек[12].

Конница союзных греческих городов-государств получила пополнения во время похода, и к битве при Гавгамелах, вероятно состояла уже из шести ил. Три новых илы предположительно были из Беотии, Акарнании и Этолии (две последних вероятно прибыли ещё до битвы при Иссе). Также в битве при Гавгамелах участвовали 400 всадников наёмной конницы, вероятно разделённых на две илы, возможно они присоединились к войску ещё в Сирии. Таким образом, к битве при Гавгамелах численность конницы увеличилась до 31 илы. В 331 году до н. э. в Сузиане Александр произвёл реорганизацию войска. Илы конницы для удобства управления были разделены на два лоха (Λόχος) или же гекатостии (сотни — (Εκατοστή) по 100 человек каждый.

## В последующих веках и сегодня
Термин Ила также Иле (сегодня произносится Или), а также производный от него термин Илархос (командир Илы), использовался во все последующие века греческой истории, включая  греческую кавалерию Освободительной войны 1821 – 1829 и кавалерию  Греческого королевства. 
Сегодня термин применяется в бронетанковых войсках Греции. 
Ила последних двух веков соответствует кавалерийской или танковой роте.